# Korablinsky (huyện)
Huyện Korablinsky (tiếng Nga: ? райо́н) là một huyện hành chính tự quản (raion), của Tỉnh Ryazan, Nga. Huyện có diện tích 1166 kilômét vuông, dân số thời điểm ngày 1 tháng 1 năm 2000 là 27300 người. Trung tâm của huyện đóng ở Korablino.